# Quando torna primavera
Quando torna primavera (It Happens Every Spring) è un film del 1949 diretto da Lloyd Bacon. È stato candidato agli Oscar per la miglior sceneggiatura nel 1950.

## Trama
Vernon Simpson è un timido professore di chimica che non osa chiedere la mano della figlia del rettore perché perennemente al verde. Un giorno però, grazie a un maldestro tiro di baseball, scopre una sostanza che respinge il legno, diventerà un campione di baseball, ma saprà ritirarsi per sposare la ragazza che ama.